# Detektiv Hanks
Detektiv Hanks (The Cosby Mysteries) ist eine US-amerikanische Mystery-Drama-Fernsehserie mit Bill Cosby in der Hauptrolle, die vom 31. Januar 1994 bis zum 12. April 1995 in einer Staffel bei NBC erstausgestrahlt wurde. Es handelt sich um die erste Fernsehserie mit Cosby in der Hauptrolle seit dem Ende von Die Bill Cosby Show 1992. Der Schauspieler und Rapper Mos Def trat in mehreren Folgen auf.

## Inhalt
Cosby spielt Guy Hanks, einen Forensiker des New York City Police Department, der sich nach einem Lottogewinn in Höhe von 44 Millionen Dollar aus dem Dienst zurückzieht.
Sein Ruhestand wird häufig durch seine früheren Kollegen, Detective Adam Sully (James Naughton) und Rechtsmediziner John Chapman (Robert Stanton),  unterbrochen, die ihn bei schwierigen Fällen zu Rate ziehen. Hanks lebt mit seiner Haushälterin Angie (Rita Moreno) und seiner Freundin Barbara Lorenz (Lynn Whitfield) zusammen.

## Produktion
Die Idee zur Sendung stammte von David Black und William Link. Link hatte zuvor bei den Serien Columbo auf NBC und Mord ist ihr Hobby auf CBS mitgewirkt. Link entwickelte die Serie auf Anfrage von Bill Cosby, da dieser eine intelligente, charakterbezogene Serie ohne visuelle Gewalt schaffen wollte.
Die Erstausstrahlung begann im Januar 1994 mit einem zweistündigen Film, die regulären Folgen wurden ab September bei NBC gesendet. Die Erstausstrahlung belegte Platz 54 unter den Prime-Time-Sendungen. Der Executive Producer der Serie, William Link, kritisierte NBC dafür, dass man die Sendung vor der Premiere nicht ausreichend beworben habe. Warren Littlefield, Präsident von NBC Entertainment beschuldigte hingegen Bill Cosby seine Bekanntheit nicht genügend zur Bewerbung der Serie genutzt zu haben. Anfang 1995 wurden William Link und David Black aus dem Produktionsteam entlassen.
Kritiker äußerten die Hoffnung, dass Detektiv Hanks erfolgreicher abschneiden würde, als Cosbys zwei vorherige Projekte, Here and Now und die Neuauflage der Spielshow You Bet Your Life. Detektiv Hanks umfasste nur 18 Folgen und wurde im Februar 1995 abgesetzt.
Wiederholungen wurden im Vereinigten Königreich bei ITV und in den Vereinigten Staaten auf A&E, Starz Encore und TV One gesendet.
Die Sendung wurde von SAH Enterprises in New York City gedreht.

## Besetzung
- Bill Cosby als Guy Hanks
- Rita Moreno als Angie
- James Naughton als Det. Adam Scully
- Mos Def als Dante
- Lynn Whitfield als Barbara Lorenz

## Folgen
| Nr. | Deutscher Titel                  | Originaltitel              | Erstausstrahlung USA | Deutschsprachige Erstausstrahlung (D) | Regie            | Drehbuch                                                                 |
| --- | -------------------------------- | -------------------------- | -------------------- | ------------------------------------- | ---------------- | ------------------------------------------------------------------------ |
| 1   | Großes Herz und coole Schnauze   | I, Guy Hanks               | 31. Jan. 1994        | 7. März 1995                          | Jerry London     | David Black, William Link                                                |
| 2   | Glückslos für die Ewigkeit       | The Lottery Winner Murders | 21. Sep. 1994        | 5. Sep. 1995                          | Jerry London     | Ed Zuckerman, Edward Tivnan, Alfonse Ruggiero, David Black, William Link |
| 3   | Mord ohne Leiche                 | Our Lady of Cement         | 28. Sep. 1994        | 12. Sep. 1995                         | Philip Sgriccia  | Alfonse Ruggiero, Robert Van Scoyk                                       |
| 4   | Sullys schwarzer Tag             | Self Defense               | 5. Okt. 1994         | 19. Sep. 1995                         | E.W. Swackhammer | Edward Tivnan                                                            |
| 5   | Eine tödliche Dosis              | Only You                   | 12. Okt. 1994        | 10. Okt. 1995                         | E.W. Swackhammer | Siobhan Byrne                                                            |
| 6   | Der Spitzel und der Staatsanwalt | One Day at a Time          | 19. Okt. 1994        | 26. Sep. 1995                         | John Whitesell   | Charles Kipps                                                            |
| 7   | Eine Frau mit Vergangenheit      | Home, Street Home          | 26. Okt. 1994        | 17. Okt. 1995                         | Corey Allen      | Charles Kipps                                                            |
| 8   | Die hohe Kunst des Mordens       | The Fine Art of Murder     | 2. Nov. 1994         | 7. Nov. 1995                          | Alan J. Levi     | Edward Tivnan, William Link                                              |
| 9   | Zeugin der Anklage               | Expert Witness             | 16. Nov. 1994        | 14. Nov. 1995                         | Corey Allen      | Charles Kipps, Siobhan Byrne, Nancy Miller, William Link, Edward Tivnan  |
| 10  | Blut ist dicker als Wasser       | Mirror, Mirror             | 30. Nov. 1994        | 21. Nov. 1995                         | Gwen Arner       | Harold Schechter, Eric Overmyer                                          |
| 11  | Gefährliche Spiele               | Camouflage                 | 14. Dez. 1994        | 24. Okt. 1995                         | Neema Barnette   | Eric Overmyer                                                            |
| 12  | Der letzte Tango                 | Last Tango                 | 4. Jan. 1995         | 5. Dez. 1995                          | John Bowab       | Max Eisenberg, Lonon Smith, Edward Tivnan                                |
| 13  | Ein Mord wie aus dem Bilderbuch  | Comic Book Murder          | 11. Jan. 1995        | 28. Nov. 1995                         | Lou Antonio      | Kenneth Cosby, Siobhan Byrne, David Black                                |
| 14  | Der Spieler                      | Baker's Dozen              | 1. Feb. 1995         | 19. Dez. 1995                         | Nick Havinga     | Charles Kipps, Jack Richardson                                           |
| 15  | Ein Killer kommt selten allein   | The Hit Parade             | 8. März 1995         | 9. Jan. 1996                          | Neema Barnette   | Lee Goldberg, William Rabkin                                             |
| 16  | Der einzige Zeuge                | Big Brother is Watching    | 15. März 1995        | 2. Jan. 1996                          | Alan J. Levi     | Terence Winter                                                           |
| 17  | Der Tote im Park                 | The Medium is the Message  | 22. März 1995        | 16. Jan. 1996                         | Alan J. Levi     | Paul Robert Coyle                                                        |
| 18  | Feriengäste                      | Goldilocks                 | 5. Apr. 1995         | 23. Jan. 1996                         | Win Phelps       | Lee Goldberg, William Rabkin, Terence Winter                             |
| 19  | Tod am Broadway                  | Dial H for Murder          | 12. Apr. 1995        | 30. Jan. 1996                         | Lou Antonio      | R.J. Stewart                                                             |

## Trivia
- In der Folge Homer als Restaurantkritiker der Serie Die Simpsons beklagt Homer Simpson die Absetzung von Detektiv Hanks, da die Sendung „unbegrenzte Möglichkeiten“ hatte.
- In der von Patrick Stewart moderierten Folge Saturday Night Live vom 5. Februar 1994 wurde eine Parodie auf Detektiv Hanks gezeigt. Adam Sandler stellte darin Cosby als Blödmann dar, der einen Dialog voller Unsinnswörter führt.[7]